# Ivan Čiernik
Ivan Čiernik (* 30. října 1977 v Levicích) je bývalý slovenský hokejový útočník a trenér.

## Hráčská kariéra
Ivan Čiernik začínal v Nitře. Byl draftován týmem Ottawa Senators v 9. kole z 216. místa v roce 1996. První zápas v NHL si zahrál v sezóně 1997/98. V sezóně 2001/02 uzavřel smlouvu s Washingtonem Capitals. Celkem odehrál v NHL 91 zápasů, v kterých střelil 12 gólů a zaznamenal 15 asistencí. Od sezóny 2004/05 hrával v týmu německé ligy DEL, první rok působil v Wolfsburg Grizzly Adams a potom další tři roky v Kölner Haie, přičemž patřil k oporám v útoku. V ročníku 2007/08 zaznamenal v 56 zápasech základní části 38 gólů a přidal 28 asistenci, byl nejlepším střelcem svého týmu. 20. listopadu 2007 střelil nejrychlejší gól v historii klubu, kdy skóroval ve dvanácté sekundě. Mužstvo se probojovalo do semifinále playoff a obsadilo třetí místo. Před sezónou 2008/09 přestoupil do ruského týmu HK Sibir Novosibirsk a po sezóně se vrátil zpět do Kölner Haie. V týmu odehrál dvě sezóny, v nichž opět postoupili do playoff. Po sezóně 2010/11 se nedohodl s klubem na pokračování a 22. července 2011 se dohodl na roční smlouvě s klubem Malmö Redhawks působícím v HockeyAllsvenskan.

## Ocenění a úspěchy
- 2005 DEL - All-Star Game
- 2006 DEL - Nejlepší hráč na křídle
- 2007 DEL - All-Star Game
- 2008 DEL - All-Star Game
- 2008 DEL - Nejlepší střelec v playoff
- 2010 MS - Trojice nejlepších hráčů reprezentace na šampionátu

## Prvenství

### NHL
- Debut v NHL - 17. listopadu 1997 (Ottawa Senators proti Boston Bruins)
- První gól v NHL - 25. ledna 2001 (Ottawa Senators proti Tampa Bay Lightning, kanadskému brankáři Kevin Weekes)
- První asistence v NHL - 4. října 2001 (Ottawa Senators proti Montreal Canadiens)

### KHL
- Debut v KHL - 3. září 2008 (HK Sibir Novosibirsk proti HK Dynamo Moskva)
- První gól v KHL - 8. září 2008 (HK Sibir Novosibirsk proti Dinamo Riga, lotyšskému brankáři Sergejs Naumovs)
- První asistence v KHL - 29. září 2008 (Ak Bars Kazaň proti HK Sibir Novosibirsk)

## Klubová statistika
| Sezóna       | Klub                    | Soutěž       |    | Základní část | Základní část | Základní část | Základní část | Základní část |    | Play off | Play off | Play off | Play off | Play off |
| Sezóna       | Klub                    | Soutěž       | Z  | G             | A             | B             | TM            | Z             | G  | A        | B        | TM       |          |          |
| 1994/1995    | HC Nitra                | SE           | 6  | 1             | 0             | 1             | 2             | –             | –  | –        | –        | –        |          |          |
| 1995/1996    | HC Nitra                | SE           | 35 | 9             | 7             | 16            | 36            | 8             | 3  | 3        | 6        | 6        |          |          |
| 1996/1997    | HC Nitra                | SE           | 41 | 11            | 19            | 30            | 78            | –             | –  | –        | –        | –        |          |          |
| 1997/1998    | Worcester IceCats       | AHL          | 53 | 9             | 12            | 21            | 38            | 1             | 0  | 0        | 0        | 2        |          |          |
| 1997/1998    | Ottawa Senators         | NHL          | 2  | 0             | 0             | 0             | 0             | –             | –  | –        | –        | –        |          |          |
| 1998/1999    | Cincinnati Mighty Ducks | AHL          | 32 | 10            | 3             | 13            | 10            | –             | –  | –        | –        | –        |          |          |
| 1998/1999    | Adirondack Red Wings    | AHL          | 21 | 1             | 4             | 5             | 4             | –             | –  | –        | –        | –        |          |          |
| 1999/2000    | Grand Rapids Griffins   | AHL          | 66 | 13            | 12            | 25            | 64            | 6             | 0  | 6        | 6        | 2        |          |          |
| 2000/2001    | Grand Rapids Griffins   | IHL          | 66 | 27            | 38            | 65            | 53            | 10            | 5  | 6        | 11       | 26       |          |          |
| 2000/2001    | Ottawa Senators         | NHL          | 4  | 2             | 0             | 2             | 2             | –             | –  | –        | –        | –        |          |          |
| 2001/2002    | Ottawa Senators         | NHL          | 23 | 1             | 2             | 3             | 4             | –             | –  | –        | –        | –        |          |          |
| 2001/2002    | Grand Rapids Griffins   | AHL          | 2  | 2             | 1             | 3             | 0             | –             | –  | –        | –        | –        |          |          |
| 2001/2002    | Portland Pirates        | AHL          | 26 | 10            | 5             | 15            | 28            | –             | –  | –        | –        | –        |          |          |
| 2001/2002    | Washington Capitals     | NHL          | 6  | 0             | 1             | 1             | 2             | –             | –  | –        | –        | –        |          |          |
| 2002/2003    | Washington Capitals     | NHL          | 47 | 8             | 10            | 18            | 24            | 2             | 0  | 1        | 1        | 6        |          |          |
| 2002/2003    | Portland Pirates        | AHL          | 13 | 4             | 6             | 10            | 6             | –             | –  | –        | –        | –        |          |          |
| 2003/2004    | Portland Pirates        | AHL          | 54 | 10            | 21            | 31            | 43            | 7             | 2  | 1        | 3        | 0        |          |          |
| 2003/2004    | Washington Capitals     | NHL          | 7  | 1             | 1             | 2             | 0             | –             | –  | –        | –        | –        |          |          |
| 2004/2005    | Wolfsburg Grizzly Adams | DEL          | 50 | 26            | 22            | 48            | 91            | –             | –  | –        | –        | –        |          |          |
| 2005/2006    | Kölner Haie             | DEL          | 51 | 29            | 31            | 60            | 86            | 9             | 4  | 2        | 6        | 30       |          |          |
| 2006/2007    | Kölner Haie             | DEL          | 47 | 17            | 31            | 48            | 58            | 9             | 6  | 4        | 10       | 18       |          |          |
| 2007/2008    | Kölner Haie             | DEL          | 56 | 38            | 28            | 66            | 104           | 14            | 11 | 2        | 13       | 14       |          |          |
| 2008/2009    | HK Sibir Novosibirsk    | KHL          | 50 | 5             | 14            | 19            | 40            | –             | –  | –        | –        | –        |          |          |
| 2009/2010    | Kölner Haie             | DEL          | 55 | 27            | 30            | 57            | 89            | 3             | 3  | 0        | 3        | 2        |          |          |
| 2010/2011    | Kölner Haie             | DEL          | 52 | 12            | 23            | 35            | 30            | 5             | 1  | 3        | 4        | 18       |          |          |
| 2011/2012    | Malmö Redhawks          | Alls.        | 41 | 7             | 6             | 13            | 24            | –             | –  | –        | –        | –        |          |          |
| 2012/2013    | Hannover Scorpions      | DEL          | 52 | 25            | 20            | 45            | 46            | –             | –  | –        | –        | –        |          |          |
| 2013/2014    | Augsburger Panther      | DEL          | 52 | 20            | 25            | 45            | 44            | –             | –  | –        | –        | –        |          |          |
| 2014/2015    | Augsburger Panther      | DEL          | 52 | 16            | 14            | 30            | 53            | –             | –  | –        | –        | –        |          |          |
| 2015/2016    | Augsburger Panther      | DEL          | 50 | 9             | 9             | 18            | 26            | –             | –  | –        | –        | –        |          |          |
| 2016/2017    | Eispiraten Crimmitschau | DEL2         | 52 | 13            | 19            | 32            | 48            | –             | –  | –        | –        | –        |          |          |
| 2017/2018    | Eispiraten Crimmitschau | DEL2         | 52 | 13            | 16            | 29            | 42            | 9             | 4  | 1        | 5        | 8        |          |          |
| Celkem v NHL | Celkem v NHL            | Celkem v NHL | 89 | 12            | 14            | 26            | 32            | 2             | 0  | 1        | 1        | 6        |          |          |

## Reprezentace
| Rok       | Tým          | Soutěž    | Z  | G | A | B  | TM |
| --------- | ------------ | --------- | -- | - | - | -- | -- |
| 1997      | Slovensko 20 | MSJ       | 6  | 1 | 2 | 3  | 18 |
| 2006      | Slovensko    | MS        | 7  | 2 | 3 | 5  | 8  |
| 2007      | Slovensko    | MS        | 5  | 0 | 0 | 0  | 0  |
| 2008      | Slovensko    | MS        | 5  | 2 | 2 | 4  | 6  |
| 2010      | Slovensko    | MS        | 6  | 3 | 0 | 3  | 4  |
| Celkem MS | Celkem MS    | Celkem MS | 23 | 7 | 5 | 12 | 18 |